# Sheena Is a Punk Rocker
Sheena Is a Punk Rocker – czwarty singel zespołu Ramones promujący album Rocket to Russia. Wydany w 1977 przez wytwórnię Sire Records.

## Lista utworów
Wersja amerykańska:
1. „Sheena Is a Punk Rocker” (Joey Ramone) – 2:49
2. „I Don't Care” (Dee Dee Ramone) – 1:38

Wersja brytyjska:
1. „Sheena Is a Punk Rocker” (Joey Ramone) – 2:49
2. „Commando” (Dee Dee Ramone) – 1:53
3. „I Don't Care” (Dee Dee Ramone) – 1:38

## Skład
- Joey Ramone – wokal
- Johnny Ramone – gitara, wokal
- Dee Dee Ramone – gitara basowa, wokal
- Tommy Ramone – perkusja, producent